# El Viento (jeu vidéo)
Pour les articles homonymes, voir El Viento.
El Viento est un jeu vidéo d'action sorti en 1991 sur Mega Drive. Le jeu a été développé par Wolf Team et édité par Renovation Products.